# The Rock (film)
The Rock is een Amerikaanse actiefilm die werd uitgebracht in 1996. De film werd geregisseerd door Michael Bay en speelt zich voor het grootste gedeelte af op Alcatraz in de Baai van San Francisco. De soundtrack werd gecomponeerd door Nick Glennie-Smith en Hans Zimmer.
De geluidsafdeling van The Rock werd in 1997 genomineerd voor een Academy Award en zowel de film als de muziek voor Saturn Awards.

## Verhaal
Brigadegeneraal Francis X. Hummel (Ed Harris) is decennialang leider van een geheim onderdeel van het US Marine Corps, dat wereldwijd illegale missies moet uitvoeren. Het zit hem dwars dat de 83 gesneuvelden van dit onderdeel geen erkenning krijgen van de Amerikaanse legertop, en ook dat de families geen financiële compensatie krijgen voor het verlies van hun dierbaren. Jarenlang heeft hij deze kwestie proberen aan te kaarten, zonder dat er naar hem werd geluisterd. Samen met een handvol mariniers breekt hij in in een Amerikaanse legerbasis en steelt 15 raketten met het uiterst giftige zenuwgas VX. Vervolgens nemen ze 81 toeristen als gijzelaar op de voormalige gevangenis van Alcatraz. Hij dreigt met het afschieten van de raketten op San Francisco als de Amerikaanse overheid geen 100 miljoen dollar betaalt: 1 miljoen aan elk van de 83 families van de gesneuvelde soldaten, plus 1 miljoen per teamlid dat aan de missie deelneemt in ruil voor hun medewerking.
Het enige middel dat voorhanden is om VX onschadelijk te maken is thermietplasma. Aangezien dit echter nog niet operationeel is, en ook vanwege het feit dat daardoor iedereen op Alcatraz zou omkomen (zowel de mariniers als de gijzelaars), wil men dit liever alleen gebruiken als er geen andere manier mogelijk is om de raketinstallaties te neutraliseren en de gijzelaars te bevrijden. Daarom wordt er gepland om een groep Navy SEALs onder leiding van Commandant Anderson (Michael Biehn) Alcatraz in te smokkelen. De enige manier om binnen te komen is door dezelfde weg te volgen die de enige ontsnapte ook gebruikt heeft om eruit te komen: de tunnels. Deze 'crimineel' John Patrick Mason (Sean Connery), die eigenlijk een Britse SAS-agent en spion was in een ver verleden, bezat een microfilm met daarop de meest gevoelige geheimen van de VS van de laatste 50 jaar (zoals het Roswellincident en de moord op John F. Kennedy). Hij werd daarom gevangen gehouden op Alcatraz. Hij kon eruit ontsnappen maar werd later opnieuw gepakt. Al die tijd bestond hij officieel niet. Hij weigerde 33 jaar lang te zeggen waar de microfilm met de geheimen is gebleven. Hij wordt nu gevraagd om deze Navy SEALs en de chemische wapenexpert van de FBI, Stanley Goodspeed (Nicolas Cage), naar binnen te leiden. In ruil daarvoor zal hij worden vrijgelaten en zal hij zijn leven terugkrijgen. De directeur van de FBI, James Womack (John Spencer), blijkt dit echter niet werkelijk van plan te zijn, uit vrees dat hij de microfilm definitief kan kwijtraken.
Nadat de groep Navy SEALs door de mariniers onderschept werd en door een tragische vergissing helemaal werd uitgemoord, blijven alleen Mason en Goodspeed over om de raketten onschadelijk te maken. Goodspeed kan een aanvankelijk weigerachtige Mason overhalen om hem te helpen, omdat Masons dochter (die het enige bewijs van zijn bestaan is) een slachtoffer van het gas kan worden. Nadat al 13 raketten zijn geneutraliseerd, worden ze toch gevangengenomen. Dankzij Mason kunnen ze beiden ontsnappen.
De deadline voor de betaling verstrijkt en Mason en Goodspeed zien dat een van de twee overgebleven raketten wordt afgevuurd richting San Francisco. Hummel wijzigt echter op het laatste moment de coördinaten van de raket, waardoor deze in zee terechtkomt. Het blijkt nu dat Hummel helemaal niet van plan was de raketten tegen burgers te gebruiken: hij gebruikte ze als bluf omdat hij veronderstelde dat de dreiging van het afvuren voor de betaling zou volstaan. Hij zegt tegen zijn ondergeschikten dat hun missie voorbij is omdat de bluf niet gewerkt heeft, en hij beveelt vervolgens dat de rest van het team moet evacueren, samen met de laatste raket en 4 van de gijzelaars die hun aftocht zullen dekken. Hij zal op Alcatraz blijven en de consequenties op zich nemen. Dit is echter niet naar de zin van sommigen, die zo hun deel van het geld aan zich voorbij zien gaan. Als deze rebelleren en de generaal willen opsluiten, ontstaat er een vuurgevecht waarbij Hummel en een paar anderen dodelijk worden getroffen. Al stervende kan Hummel Mason en Goodspeed nog vertellen dat de laatste raket in de vuurtoren staat. Deze kan nog net op tijd onschadelijk worden gemaakt, voordat F-18-straaljagers Alcatraz met thermietplasma platgooien. Een van de jagers heeft echter te laat het bericht om het bombardement af te breken gehoord en laat zijn bommen los. Deze doen Goodspeed in zee belanden, maar Mason kan hem nog net van verdrinking redden.
Nadat Goodspeed via de radio heeft gemeld dat alle gijzelaars nog in leven zijn, vertelt hij ook dat Mason dood is en zijn lichaam door de knal volledig is verdampt. Goodspeed zegt tegen Mason dat hij dat zei omdat Womack van plan was om hem te laten opsluiten. Hij zegt hem vervolgens hoe hij van Alcatraz kan komen en raadt hem aan om naar zijn hotelkamer in San Francisco te gaan, waar hij het geld en kleren kan gebruiken om zo aan de verdere aandacht van Womack te ontkomen en in vrijheid te leven met zijn dochter. Als dank geeft Mason hem een briefje waarop een bepaalde stad in Kansas staat vermeld en die hij als 'vakantieplek' aanraadt, met name Fort Walton. Op het briefje staat ook de beschrijving van een zekere locatie in de stad. Aan het einde van de film blijkt dat deze locatie de verstopplaats van de microfilm aanduidt.

## Rolverdeling
| Acteur            | Personage                         |
| ----------------- | --------------------------------- |
| Sean Connery      | John Patrick Mason                |
| Nicolas Cage      | FBI-agent Stanley Goodspeed       |
| Ed Harris         | Brigadegeneraal Francis X. Hummel |
| John Spencer      | FBI-directeur James Womack        |
| David Morse       | Majoor Tom Baxter                 |
| William Forsythe  | Speciaal Agent Ernest Paxton      |
| Michael Biehn     | Commandant Anderson               |
| Vanessa Marcil    | Carla Pestalozzi                  |
| John C. McGinley  | Marine Kapitein Hendrix           |
| Gregory Sporleder | Kapitein Frye                     |
| Tony Todd         | Kapitein Darrow                   |
| Bokeem Woodbine   | Sergeant Crisp                    |
| Danny Nucci       | Luitenant Shephard                |
| Claire Forlani    | Jade Angelou                      |
| Celeste Weaver    | Stacy Richards                    |
| James Caviezel    | F-18-piloot                       |
| Stanley Anderson  | De president                      |

## Muziek
De soundtrack van de film The Rock van Hans Zimmer en Nick Glennie-Smith bevat:
1. Hummell Gets The Rockets (6:25)
2. Rock House Jail (10:12)
3. Jade (2:01)
4. In The Tunnels (8:40)
5. Mason's Walk (9:34)
6. Rocket Away (14:25)
7. Fort Walton - Kansas (1:37)
8. The Chase (7:35)